# Puchar Słowacji w koszykówce mężczyzn
Puchar Słowacji w koszykówce mężczyzn (słow. Slovenský pohár v basketbale mužov) – cykliczne krajowe rozgrywki sportowe, prowadzone systemem pucharowym, organizowane corocznie (co sezon) przez Słowacki Związek Koszykówki dla słowackich męskich klubów koszykarskich. Drugie – po mistrzostwach Słowacji – rozgrywki w hierarchii ważności, w słowackiej koszykówce, rozgrywane od sezonu 1995/1996.
Udział w turnieju bierze osiem drużyn. Wcześniej rozgrywane są kwalifikacje. Cały turniej jest rozgrywany w systemie pucharowym. Drużyny przegrane rywalizują o stateczne miejsce w imprezie.

## Zdobywcy pucharu
- 1996 Inter Bratysława
- 1997 Davay Pezinok
- 1998 Chemosvit
- 1999 Davay Pezinok
- 2000 Davay Pezinok
- 2001 Chemosvit
- 2002 Davay Pezinok
- 2003 Inter Bratysława
- 2004 Chemosvit
- 2005 Chemosvit
- 2006 04 AC LB Nowa Wieś Spiska
- 2007 Łuczeniec
- 2008 Basket Pezinok
- 2009 Basket Pezinok
- 2010 Basket Pezinok
- 2011 nie rozegrano
- 2012 Nitra
- 2013 Komárno
- 2014 Iskra Świt
- 2015 Inter Bratysława
- 2016 Inter Bratysława
- 2017 Koszyce
- 2018 Koszyce
- 2019 Levickí Patrioti
- 2020 BC Prievidza

## Finaliści pucharu
| Sezon         | Zwycięzca                     | Wynik           | Finalista                     |
| ------------- | ----------------------------- | --------------- | ----------------------------- |
| 1995/96       | AŠK Inter Slovnaft Bratysława |                 | BK Chemosvit Świt             |
| 1996/97       | BK Slovakofarma Pezinok       |                 | BC Prievidza                  |
| 1997/98       | BK Chemosvit Świt             | 63–59           | BK Łuczeniec                  |
| 1998/99       | BK Slovakofarma Pezinok       | 92–76           | BK Chemosvit Świt             |
| 1999/00       | BK Slovakofarma Pezinok       | 94–82           | AŠK Inter Slovnaft Bratysława |
| 2000/01       | BK Chemosvit Świt             | 76–68           | BK Slovakofarma Pezinok       |
| 2001/02       | BK Slovakofarma Pezinok       | 101–77 / 103–77 | BK E.S.O. Łuczeniec           |
| 2002/03       | AŠK Inter Slovnaft Bratysława | 93–81           | BK Chemosvit Świt             |
| 2003/04       | BK E.S.O. Łuczeniec           | 76–65 / 73–69   | BK Chemosvit Świt             |
| 2004/05       | Chemosvit Świt                | 82–55 / 70–78   | AŠK Inter Slovnaft Bratysława |
| 2005/06       | BK 04 AC LB Spišská Nová Ves  | 104–71 / 63–92  | BK Inter Bratysława           |
| 2006/07       | BK E.S.O. Łuczeniec           | 71–66           | BK Inter Bratysława           |
| 2007/08       | BC Skanska Pezinok            | 81–70           | BK E.S.O. Łuczeniec           |
| 2008/09       | AB Cosmetics Pezinok          | 90–88           | BK Astrum Levice              |
| 2009/10       | AB Cosmetics Pezinok          | 95–72           | BK SPU Nitra                  |
| nie rozegrano |                               |                 |                               |
| 2011/12       | BC Bemaco SPU Nitra           | 85–78           | MBK Rieker Komárno            |
| 2012/13       | MBK Rieker Komárno            | 76–74           | BK Astrum Levice              |
| 2013/14       | BK Iskra Świt                 | 82–74           | BK EDYMAX SPU Nitra           |
| 2014/15       | BK Inter Incheba Bratysława   | 87–80           | MBK Rieker Com Therm Komárno  |
| 2015/16       | BK Inter Bratysława           | 100–93          | BC Prievidza                  |
| 2016/17       | KB Koszyce                    | 95–85           | BK Inter Bratysława           |
| 2017/18       | KB Koszyce                    | 89–81           | BK Inter Bratysława           |
| 2018/19       | BK Levickí Patrioti           | 78–75           | BK Inter Bratysława           |
| 2019/20       | BC Prievidza                  | 75–63           | Łuczeniec                     |

## Tytuły według klubu
| Klub                      | Puchary | Lata                                     |
| ------------------------- | ------- | ---------------------------------------- |
| Basket Pezinok            | 7       | 1997, 1999, 2000, 2002, 2008, 2009, 2010 |
| Iskra Świt                | 5       | 1998, 2001, 2004, 2005, 2014             |
| Inter Bratysława          | 4       | 1996, 2003, 2015, 2016                   |
| Koszyce                   | 2       | 2017, 2018                               |
| Levickí Patrioti          | 1       | 2019                                     |
| Komárno                   | 1       | 2013                                     |
| Nitra                     | 1       | 2012                                     |
| Łuczeniec                 | 1       | 2007                                     |
| 04 AC LB Nowa Wieś Spiska | 1       | 2006                                     |
| BC Prievidza              | 1       | 2020                                     |